# Catherine Pavlovna de Russie
Pour les articles homonymes, voir Catherine de Russie.
Titre
Reine de Wurtemberg (en)
30 octobre 1816 – 9 janvier 1819
(2 ans, 2 mois et 10 jours)
Catherine Pavlovna Romanova (en russe : Екатерина Павловна), grande-duchesse de Russie, est née le 10 mai 1788 à Tsarskoïe Selo, et est morte le 9 janvier 1819 à Stuttgart.
Sœur cadette d'Alexandre Ier de Russie, elle est par mariages, duchesse d'Oldenbourg puis reine de Wurtemberg.

## Biographie

### Enfance
Catherine Pavlovna est le cinquième enfant et la troisième fille de Paul Ier de Russie et de Sophie-Dorothée de Wurtemberg. Elle a une enfance heureuse, sa mère veille sur son éducation, et elle poursuivra ses études par la lecture de nouvelles publications littéraires et différents contacts avec des personnalités. Elle est très proche de son frère aîné Alexandre Ier de Russie, et tout au long de sa vie, elle maintient une relation étroite avec lui. Selon certains témoignages, Catherine Pavlovna de Russie aurait été de toutes ses sœurs, la préférée d'Alexandre Ier de Russie et l'une des personnes pour laquelle il portait un amour sans condition. Les termes de ses lettres le prouvent : « Je suis à vous, le cœur et l'âme pour la vie », « Je pense que je t'aime plus chaque jour qui passe », et « t'aimer plus que moi est impossible ». Catherine Pavlovna aurait été également la fille préférée de sa mère.

### Premier mariage
Au cours des guerres napoléoniennes, Napoléon, divorcé de Joséphine de Beauharnais le 16 décembre 1809, émet le souhait d'épouser Catherine Pavlovna de Russie afin d'attirer les Russes dans son camp. Catherine comme le reste de la famille Romanov en est horrifiée. Immédiatement, la  tsarine, Sophie-Dorothée, arrange le mariage de sa fille avec le duc Georges d'Oldenbourg, par ailleurs cousin de Catherine. Cette union a lieu le 3 août 1809 à Saint-Pétersbourg.
De cette union sont issus :
- Alexandre d'Oldenbourg (1810-1829),
- Pierre d'Oldenbourg (1812-1881), en 1837, il épouse Thérèse de Nassau-Weilbourg (1815-1871).

Bien que ce soit un mariage arrangé et que le duc soit doté d'un physique ingrat, la jeune duchesse porte beaucoup d'estime à son époux. Lorsqu'il est frappé par la typhoïde, Catherine Pavlovna lui prodigue des soins attentifs. Georges d'Oldenbourg décède le 27 décembre 1812 des suites de cette maladie.

### Second mariage
Veuve, la duchesse d'Oldenbourg se rend avec son frère Alexandre Ier de Russie en Angleterre où elle fait la rencontre du prince héritier Guillaume de Wurtemberg, son cousin. Pour le couple, c'est le coup de foudre. Cependant, Guillaume de Wurtemberg est marié à la princesse Caroline-Auguste de Bavière.
Tout comme Catherine, Guillaume ne s'est marié que pour éviter d'épouser une Napoléonide et le mariage n'a pas été consommé : le couple se sépare et le mariage est annulé.
Le mariage de Catherine Pavlovna de Russie et de Guillaume de Wurtemberg est célébré à Saint-Pétersbourg le 24 janvier 1816.
De cette union sont issues :
- Marie de Wurtemberg (de) (1816-1887), épouse le comte Alfred de Neipperg (de) (1807-1865), fils et héritier du comte (suzerain) Adam Albert de Neipperg (deuxième époux de l'impératrice Marie-Louise, veuve de Napoléon), en 1840 ;
- Sophie de Wurtemberg (1818-1877), épouse Guillaume III des Pays-Bas (1817-1890) en 1839.

La même année, Guillaume succède à son père au trône de Wurtemberg. En octobre 1816, les mauvaises récoltes provoquent au Wurtemberg l'inflation et la famine. La jeune reine déploie une grande activité. Elle crée des centres d'associations caritatives afin d'atténuer la détresse de ses sujets. En 1818, elle crée à Stuttgart une école pour les filles et l'hôpital Catherine ainsi que la Caisse d'épargne wurtembergeoise le 12 mai 1818.

### Décès et inhumation
Catherine Pavlovna de Russie meurt d'un érysipèle compliqué d'une pneumonie le 9 janvier 1819 à Stuttgart. Guillaume Ier de Wurtemberg fait construire un mausolée dédié à son épouse à Rotenburg, dans le quartier d'Obertürkheim à Stuttgart. Elle est inhumée dans ce mausolée, appelé chapelle funéraire sur le Württemberg (de).
N'ayant pas de descendance mâle, Guillaume Ier se remarie à sa cousine Pauline-Thérèse de Wurtemberg qu'il traite avec une grande froideur. À son décès, le 25 juin 1864, Guillaume Ier de Wurtemberg se fait inhumer aux côtés de Catherine.

## Généalogie
Catherine Pavlovna de Russie appartient à la première branche de la Maison d'Oldenbourg-Russie issue de la première branche de la Maison Holstein-Gottorp, elle-même issue de la première branche de la Maison d'Oldenbourg.

## Interprétation à la télévision
- 2015 : dans la docufiction Napoléon, la campagne de Russie (2e partie : La Bérézina) de Fabrice Hourlier, elle est interprétée par Alix Bénézech.